# Віра Сіссон
Віра Сіссон (англ. Vera Sisson; 31 липня 1891 — 6 серпня 1954) — американська акторка німого кіно. З'явилася в 79 фільмах між 1913 і 1926 роком.
Народилася в Солт-Лейк-Сіті, штат Юта і померла в Кармел-бай-те-Сі, Каліфорнія від передозування барбітуратів.

## Вибрана фільмографія
- 1913 — Будинок в дереві / The House in the Tree
- 1914 — / The Ten of Spades
- 1915 — / The Stool Pigeon
- 1915 — Для отримання грошових коштів
- 1915 — / The Oyster Dredger
- 1915 — /Trust
- 1915 — / The Chimney's Secret
- 1916 — Залізна жінка
- 1917 — / Paradise Garden
- 1918 — Заміжня діва / The Married Virgin — Мері Макміллан
- 1926 — Люби їх і залиш їх / Love 'Em and Leave 'Em — місіс Вінфер